# Equipo de Copa Hopman de la Unión Soviética
La Unión Soviética es una nación que compitió en dos torneos consecutivos de la Copa Hopman y compitió por primera vez en la segunda Copa Hopman en 1990. La Unión Soviética nunca ganó un empate y, como tal, nunca pasó la etapa de cuartos de final del torneo.
Desde la disolución de la Unión Soviética a finales de 1991, cuatro de los quince estados independientes formados a partir de la ex Unión Soviética han competido en la Copa Hopman. Estos son: Kazajstán, Rusia, Ucrania y Uzbekistán. Además, la Comunidad de Estados Independientes también inscribió un equipo en el evento de 1992.

## Jugadores
Esta es una lista de jugadores que han jugado para la Unión Soviética en la Copa Hopman
| Nombre           | Total V-D | Individuales V-D | Dobles V-D | Primer año jugado | No. de años jugados |
| Andréi Chesnokov | 1-3       | 1–1              | 0-2        | 1990              | 2                   |
| Natasha Zvéreva  | 0–4       | 0-2              | 0-2        | 1990              | 2                   |

## Resultados
| Año  | Fase             | Lugar                | Oponente   | Marcador | Resultado |
| ---- | ---------------- | -------------------- | ---------- | -------- | --------- |
| 1990 | Cuartos de final | Burswood Dome, Perth | Australia  | 0–3      | Perdió    |
| 1991 | Cuartos de final | Burswood Dome, Perth | Yugoslavia | 1–2      | Perdió    |